# گوته استوراس
گوته استوراس (انگلیسی: Gaute Storaas؛ زادهٔ ۲۰ اوت ۱۹۵۹) موسیقی‌دان، آهنگساز اهل نروژ است.